# 1954 ve filmu

## Události
- 3. listopadu měl premiéru japonský film Godzilla. Ten měl obrovský úspěch a stal se prvním ze série filmů Godzilla.

## Nejvýdělečnější filmy roku
| Pořadí | Název                                | Země | Tržba (v dolarech) |
| ------ | ------------------------------------ | ---- | ------------------ |
| 1.     | White Christmas 20.000 mil pod mořem | USA  | 12 000 000         |
| 2.     | Okno do dvora                        | USA  | 9 900 000          |
| 3.     | Carmen Jones                         | USA  | 9 800 000          |
| 4.     | Caine Mutiny                         | USA  | 8 700 000          |

## Ocenění

### Oscar
Nejlepší film: On the Waterfront
Nejlepší režie: Elia Kazan - On The Waterfront
Nejlepší mužský herecký výkon: Marlon Brando - On the Waterfront
Nejlepší ženský herecký výkon: Grace Kelly - The Country Girl
Nejlepší mužský herecký výkon ve vedlejší roli: Edmond O'Brien - The Barefoot Contessa
Nejlepší ženský herecký výkon ve vedlejší roli: Eva Marie Saint - On The Waterfront

### Zlatý Glóbus
Drama
Nejlepší film: On the Waterfront
Nejlepší herec: Marlon Brando - On the Waterfront
Nejlepší herečka: Grace Kelly - The Country Girl
Muzikál nebo komedie
Nejlepší film: Carmen Jones
Nejlepší herec: James Mason - Zrodila se hvězda
Nejlepší herečka: Judy Garland - Zrodila se hvězda
Jiné
Nejlepší režie: Elia Kazan - On the Waterfront

## Seznam zahraničních filmů
- Okno do dvora – režie Alfred Hitchcock

## Narozeniny
- 1. leden - Helen Wellington-Lloyd, herečka
- 6. leden - Anthony Minghella, režisér
- 17. únor - Rene Russo, herečka
- 18. únor - John Travolta, americký herec a tanečník
- 1. březen - Ron Howard, americký herec a režisér
- 4. březen - Catherine O'Hara, herečka
- 9. duben - Dennis Quaid, americký herec
- 16. duben - Ellen Barkin, herečka
- 19. červen - Kathleen Turner, americká herečka
- 22. červen - Freddie Prinze, herec a komik
- 16. srpen - James Cameron, kanadský režisér
- 23. říjen - Ang Lee, tchajwanský režisér
- 7. listopad - Kamal Haasan, herec, režisér, scenárista, producent a zpěvák
- 29. listopad - Joel Coen, americký režisér, producent a scenárista
- 7. prosinec - Jackie Chan, herec a zpěvák
- 28. prosinec - Denzel Washington, americký herec

## Úmrtí
- 18. leden - Sydney Greenstreet, herec
- 12. únor - Dziga Vertov, filmař
- 10. duben - Auguste Lumiere, francouzský filmový průkopník (*1862)
- 15. listopad - Lionel Barrymore, herec
- 8. prosinec - Gladys George, herečka

## Filmové debuty
- Paul Newman
- Eva Marie Saint
- Godzilla